# Parti de l'unité khmère
 (septembre 2020).
Si vous disposez d'ouvrages ou d'articles de référence ou si vous connaissez des sites web de qualité traitant du thème abordé ici, merci de compléter l'article en donnant les références utiles à sa vérifiabilité et en les liant à la section « Notes et références ».
Le Parti de l'unité khmère est un parti d'opposition cambodgien fondé en 1997 par son actuel président Rada Khieu. Le parti se définit comme libéral, démocratique et nationaliste.